# Пайшан, Игор
И́гор Гилье́рме Барбо́за да Пайша́н (порт.-браз. Igor Guilherme Barbosa da Paixão; родился 28 июня 2000, Макапа) — бразильский футболист, вингер французского клуба «Олимпик Марсель».

## Клубная карьера
Воспитанник футбольной академии клуба «Коритиба», в основном составе которого дебютировал 27 января 2019 года в матче Лиги Паранаэнсе против «Толеду». В 2020 году выступал за «Лондрину» на правах аренды, после чего вернулся в «Коритибу». 10 апреля 2022 года дебютировал в бразильской Серии A в матче против «Гояса».
1 августа 2025 года перешёл во французский «Олимпик Марсель». Сумма трансфера составила 30 млн евро.

## Достижения

### Командные
«Фейеноорд»
- Чемпион Нидерландов: 2022/23
- Обладатель Кубка Нидерландов: 2023/24
- Обладатель Суперкубка Нидерландов: 2024

### Личные
- Футболист года в Нидерландах: 2024/25[6]